# اللغة الماليالامية
المَلْيَالَمِيَّةُ (بالمليالمية: ؛ بالهندستانية: مليالم) لغة دَرَاوِرِيَّةٌ (دراوڑی) يتكلم بها المليالُ وهم سكان ولاية كيرلة وسكان ماهة ولكشديب في أقصى جنوب غربي الهند الهند. يتكلم المليالمية حوالى 35,893,990 إنسان، متوزعين على: كيرلة، لكشديب، كرناتك، جزر أندامان ونيكوبار وبين العمال الهنود في الخليج العربي.
عدد الناطقين بالمليالمية في الخليج العربي، بالترتيب:
| - 773,624 في الإمارات - 447,440 في السعودية - 134,728 في الكويت |  | - 134,019 في عمان - 94,310 في قطر - 58,146 في البحرين |

كما يعيش منهم حوالي 105,655 في الولايات المتحدة، 26,237 في المملكة المتحدة، 15,600 في البلدان الأوروبية الأخرى، 11,346 في كندا، 10,636 في ماليزيا، 7,800 في سنغافورة، و 1,418 في أستراليا ونيوزيلاندا.
المليالمية تفرعت من اللغة التاميلية القديمة في القرن السادس، وهي اللغة التي تفرعت منها أيضاً اللغة التاميلية الحديثة.
وفي الوقت الذي لم تكن فيه المليالمية لغة مستقلة. كانت تستخدم اللغة التاميلية القديمة في الأدب والمحاكم في المنطقة التي كانت تعرف باسم تاميلاكام |Tamiḻakam| وهي دولة واسعة كانت موجودة في جنوب الهند وسريلانكا وجزر المالديف.

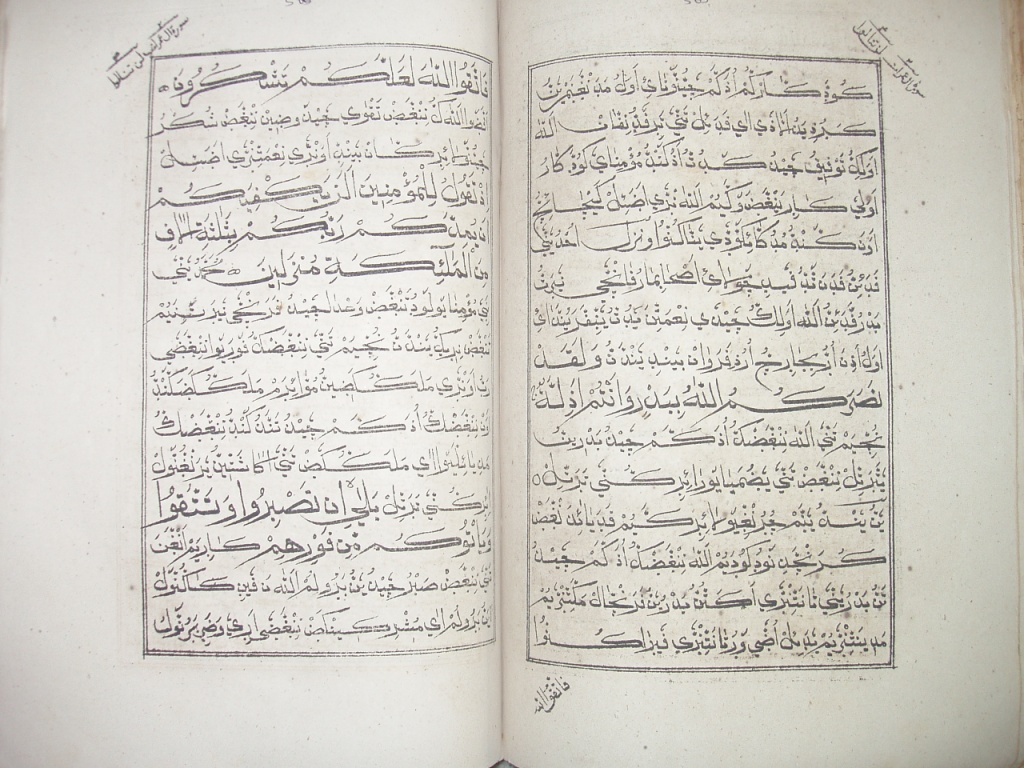
مصحف بالعربية الأصلية وترجمة مليالمية عربية.

## أصل الكلمة
أصل كلمة مليالم من الكلمة (mala) «الجبل» و(alam) «أرض». كلمة مالايلي malayali تشير للناس الذين سكنوا في الجبال التي تقع في منطقة جات الغربية (|Ghat|). ونظرية أخرى تقول أن الأصل من (mala) و(azham) «محيط» ويشير لـجبال ساهيا وبحر العرب الذين يحيطون بكيرالا. ثم تغير (Malayazham) إلى (Malayalam) لإن الاسم الأول كان صعب النطق.

## طريقة الكتابة

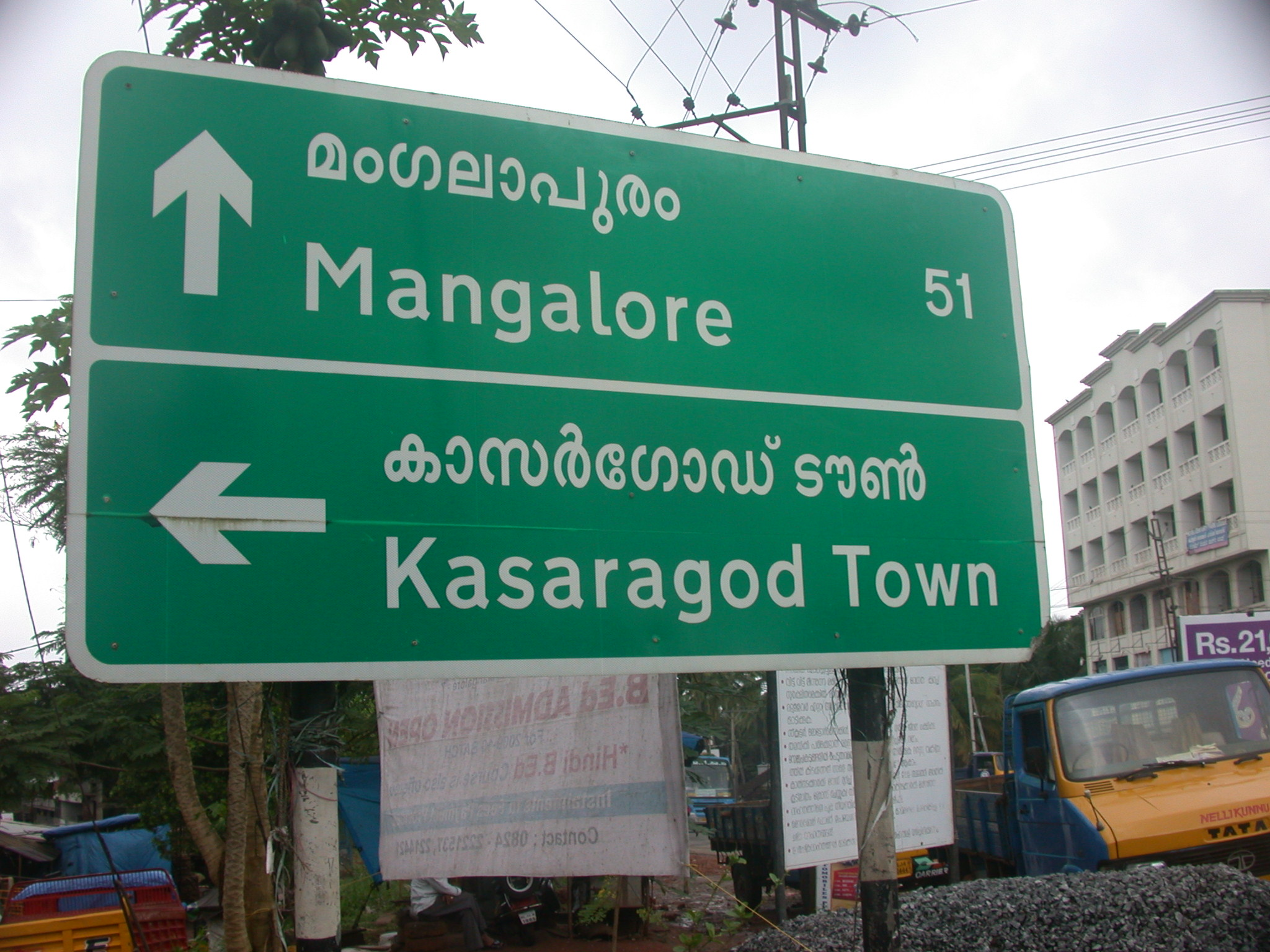
كتابه بالمليالمية والإنجليزية

كتبت المليالمية في التاريخ بأبجديات كثيرة. من تلك الأبجديات فاتيزوتو |Vattezhuthu|، كوليزوتو |Kolezhuthu|) ومالايانما |Malayanma|). لكن أبجدية جرانتا |Grantha|) هي التي كانت لها الأثر لتطوير الأبجدية المليالمية الحديث.
الأبجدية الماليالامية [المالايالامية] الحديثة تتكوّن من 53 حرف، ستة عشر حرفاً منهم أصوات (vowels)، و 37 حرف منهم حرف ثابت (consonant). سنة 1981 الأبجدية المليالمية القديمة استبدلت وتطورت لأبجدية جديدة.